# هایکه هنکل
هایکه هنکل (آلمانی: Heike Henkel؛ زادهٔ ۵ مهٔ ۱۹۶۴) یک ورزشکار اهل آلمان است.